# Ateneu Santboià
L'Ateneu Santboià és un ateneu de la vila de Sant Boi de Llobregat fundat l'any 1905, juntament amb les escoles de l'Ateneu i la fundació Joan Bardina. Actualment, l'Ateneu com a tal es troba en estat decadent.

## Història
L'ateneu santboià va sorgir arran d'una iniciativa popular a finals del s. XIX per donar cabuda a activitats socials al poble. El 1905 es formalitza la constitució de l'ateneu santboià i les escoles de l'Ateneu de Joan Bardina, enriquint educativament i culturalment la vila.

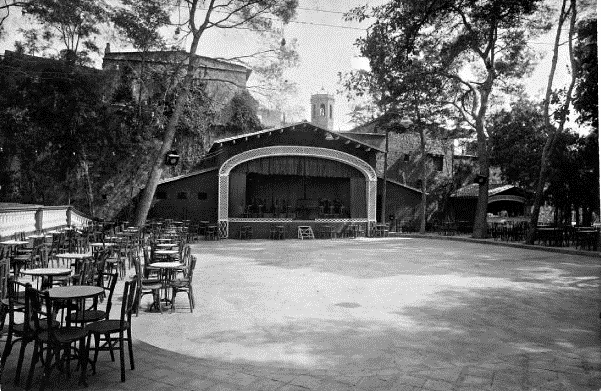
Pista de ball de l'Ateneu a la dècada dels 50.

L'any 1922, l’entitat compra els actuals terrenys i incrementa les activitats, la participació i els ingressos econòmics. L’Ateneu va guanyant més seccions, grups i socis. Aquest creixement es veu estroncat per la Guerra Civil Espanyola i la victòria feixista. Els falangistes requisen l'Ateneu fins al 1942.
En les dècades de 1950 i 1960, comença una època de creixement i molta participació. S'amplien espais i es construeix la nova sala de teatre i cinema. També es fa una nova pista de ball d’estiu als Jardins, una piscina i nous patis per a les escoles.

### Període de decadència
Cap a finals dels anys setanta, les noves tendències en l’àmbit musical, social i de lleure minven molt la participació en l'Ateneu i s'inicia un període de decadència, de problemes econòmics i de desvinculació de les escoles. A més, les administracions públiques comencen a oferir programació cultural i social i això suposa una crisi per a l’associacionisme en general.
Ja a finals de segle, s'abandonen les activitats i l’espai com a punt de trobada de socis, entitats i col·lectius. Apareixent conflictes derivats de la mala praxi econòmica i una gran quantitat de deute acumulat per mala gestió i interessos personals de la presidència. Així doncs, l'Ateneu s'acaba subhastant i sent adquirit per una empresa privada que vol especular els terrenys, però davant de l'impossibilitat d'iniciar aquest projecte abandona els terrenys que passen en mans municipals.

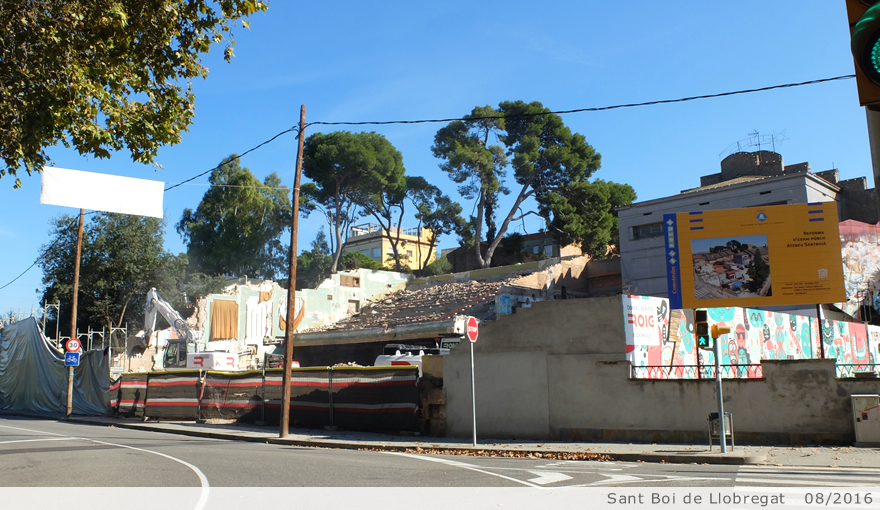
L'ateneu durant la demolició del teatre i altres espais el 2016.

Durant el pas dels anys es malmeten més espais de l’Ateneu. L'Ajuntament compra l’edifici, clausura tots els espais interiors menys el vestíbul, tira a terra l’antic edifici del bar i només fan algunes obres a la pista d’estiu.
L'any 2018, l'Ajuntament enderroca el teatre malgrat la negativa dels antics socis, els amics de l'ateneu i bona part de la ciutadania.